# Синица (мультфильм)
«Сини́ца» — мультипликационный фильм.
Экранизация одноимённой басни И. А. Крылова. Басня высмеивала Наполеона, готовящегося к войне с Россией, который, по образному выражению баснописца, собирался «Море сжечь».
Работа над фильмом началась в эвакуации, в Самарканде, а закончена уже после возвращения в Москву.

## Создатели
| режиссёры              | Мстислав Пащенко, Александр Иванов |
| сценарист              | Зиновий Калик                      |
| художники-постановщики | Геннадий Филиппов, Борис Дежкин    |
| художники-планировщики | Ф. Гольдштейн, Г. Любарская        |
| оператор               | Е. Гимпельсон, Н. Соколов          |
| композитор             | Никита Богословский                |
| звукооператор          | Николай Прилуцкий                  |

## Сюжет
При встрече с Воробьём Синица расхвасталась, что она может поджечь море. Скоро молва об этом облетела всех обитателей леса. Множество зверей собралось посмотреть на то, как Синица будет поджигать море. Не сумев сделать этого, посрамлённая Синица поспешила убраться восвояси.

## Отзывы
Знаменитый режиссёр-мультипликатор И. П. Иванов-Вано назвал фильм «удачной работой». По его мнению, «фильм звучал патриотично, был хорошо принят зрителем и, пожалуй, являлся одной из лучших работ сатирического жанра того времени».